# Homenaje a Dos Leyendas
Homenaje a Dos Leyendas es un evento anual de pago-por-evento de lucha libre profesional producido por la empresa Consejo Mundial de Lucha Libre desde 1996. El espectáculo comenzó como Homenaje a Salvador Lutteroth, en honor al fundador de CMLL, Salvador Lutteroth; luego honraría a Lutteroth y El Santo hasta 2005, donde el evento honraría a Lutteroth y a un luchador diferente retirado o fallecido cada año. 
CMLL ha celebrado un total de 23 Homenajes Eventos, a partir de 1996 y uno cada año desde entonces. Los shows suelen ser los eventos principales de Lucha de apuestas o "Bet Bet", donde los competidores apuestan ya sea con su máscara o cabellera en el resultado de cada lucha.

## Historia
CMLL ha rendido homenaje a su fundador, Salvador Lutteroth, desde la muerte de Lutteroth en 1987, pero no fue hasta 1995 que celebraron un evento específico en su honor. El 24 de marzo de 1995, durante su espectáculo habitual de Super Viernes Santo de la noche de los viernes, celebraron un torneo de Tríos de una noche llamado el Torneo de Tríos de Salvador Lutteroth. Al año siguiente, CMLL decidió celebrar un gran evento especial en marzo para conmemorar a Lutteroth, creando un espectáculo llamado Homenaje a Salvador Lutteroth.
En 1995, 1996 y 1999, el evento organizó un torneo de una noche a nombre de Lutteroth. El concepto de torneo conmemorativo de Lutteroth no se ha utilizado desde entonces. En 1999, CMLL decidió honrar también al luchador más famoso de México, El Santo, en el mismo evento, cambiando el nombre del evento a Homenaje a Dos Leyendas: El Santo y Salvador Lutteroth.
Después de una disputa con el hijo de El Santo, El Hijo del Santo, a finales de 2004 o a principios de 2005, CMLL decidió cambiar el nombre del programa simplemente a Homenaje a Dos Leyendas y honrar a Lutteroth y una "leyenda de la lucha libre" diferente cada año. El evento 2005 honró a Perro Aguayo, Que regresó al ring de lucha libre para un último partido en esa noche, haciendo equipo con su hijo el Perro Aguayo Jr. En ocasiones, CMLL promovió el evento de marzo con un nombre diferente, así como el nombre de Homenaje, en 2000 y en 2001 también anunciaron sus shows de marzo como Juicio Final.

## Homenaje a Dos Leyendas en la Arena México
| Evento                             | Fecha                                            | Homenaje a Salvador Lutteroth y :                | Evento principal                                     | Evento principal                                             | Evento principal                                 | Ref                                              |
| Evento                             | Fecha                                            | Homenaje a Salvador Lutteroth y :                | Ganador (es)                                         | Perdedor (es)                                                | Lucha                                            | Ref                                              |
| ---------------------------------- | ------------------------------------------------ | ------------------------------------------------ | ---------------------------------------------------- | ------------------------------------------------------------ | ------------------------------------------------ | ------------------------------------------------ |
| Homenaje a Salvador Lutteroth 1996 | 22 de marzo de 1996                              | -                                                | Rambo                                                | El Brazo                                                     | Cabellera vs. Cabellera                          | [ 3 ]                                            |
| Homenaje a Salvador Lutteroth 1997 | 21 de marzo de 1997                              | -                                                | Silver King                                          | La Fiera                                                     | Cabellera vs. Cabellera                          | [ 4 ]                                            |
| Homenaje a Salvador Lutteroth 1998 | 20 de marzo de 1998                              | -                                                | Emilio Charles Jr.                                   | El Satánico                                                  | Cabellera vs. Cabellera                          | [ 5 ]                                            |
| Homenaje a Dos Leyendas 1999       | 19 de marzo de 1999                              | El Santo                                         | El Hijo del Santo y Negro Casas                      | Bestia Salvaje y Scorpio Jr.                                 | Cabellera y Máscara vs. Cabellera y Máscara      | [ 6 ] [ 7 ]                                      |
| Homenaje a Dos Leyendas 2000       | 17 de marzo de 2000                              | El Santo                                         | Atlantis                                             | Villano III                                                  | Máscara vs. Máscara                              | [ 8 ]                                            |
| Homenaje a Dos Leyendas 2001       | 30 de marzo de 2001                              | El Santo                                         | Universo 2000                                        | Perro Aguayo                                                 | Máscara vs. Cabellera                            | [ 9 ]                                            |
| Homenaje a Dos Leyendas 2002       | 17 de marzo de 2002                              | El Santo                                         | Gran Markus Jr.                                      | Veneno                                                       | Cabellera vs. Máscara                            | [ 10 ]                                           |
| Homenaje a Dos Leyendas 2003       | 21 de marzo de 2003                              | El Santo                                         | Pierroth Jr.                                         | Gran Markus Jr.                                              | Cabellera vs. Cabellera                          | [ 11 ]                                           |
| Homenaje a Dos Leyendas 2004       | 19 de marzo de 2004                              | El Santo                                         | Perro Aguayo Jr. y El Terrible                       | Cien Caras y Máscara Año 2000                                | Cabelleras vs. Cabelleras                        | [ 2 ]                                            |
| Homenaje a Dos Leyendas 2005       | 18 de marzo de 2005                              | El Santo                                         | Perro Aguayo y Perro Aguayo Jr.                      | Cien Caras y Máscara Año 2000                                | Cabelleras vs. Cabelleras                        | [ 12 ]                                           |
| Homenaje a Dos Leyendas 2006       | 17 de marzo de 2006                              | El Santo                                         | Perro Aguayo Jr.                                     | Universo 2000                                                | Cabellera vs. Cabellera                          | [ 13 ]                                           |
| Homenaje a Dos Leyendas 2007       | 30 de marzo de 2007                              | Huracán Ramirez                                  | Marco Corleone                                       | Universo 2000                                                | Cabellera vs. Cabellera                          | [ 14 ]                                           |
| Homenaje a Dos Leyendas 2008       | 21 de marzo de 2008                              | Black Shadow                                     | Perro Aguayo Jr.                                     | Héctor Garza                                                 | Cabellera vs. Cabellera                          | [ 15 ]                                           |
| Homenaje a Dos Leyendas 2009       | 20 de marzo de 2009                              | Cavernario Galindo                               | Último Guerrero                                      | Villano V                                                    | Máscara vs. Máscara                              | [ 16 ]                                           |
| Homenaje a Dos Leyendas 2010       | 19 de marzo de 2010                              | Ray Mendoza                                      | La Sombra                                            | El Felino                                                    | Máscara vs. Máscara                              | [ 17 ]                                           |
| Homenaje a Dos Leyendas 2011       | 18 de marzo de 2011                              | Ángel Blanco                                     | El Terrible y El Texano Jr.                          | Brazo de Plata y Máximo                                      | Cabelleras vs. Cabelleras                        | [ 18 ]                                           |
| Homenaje a Dos Leyendas 2012       | 2 de marzo de 2012                               | Bobby Bonales                                    | Empate, ambos perdieron                              | Blue Panther y Negro Casas                                   | Cabellera vs. Cabellera                          | [ 19 ]                                           |
| Homenaje a Dos Leyendas 2013       | 15 de marzo de 2013                              | Rayo de Jalisco Sr.                              | Stuka Jr. y Rey Cometa                               | Okumura y Namajague                                          | Cabellera y Máscara vs. Cabellera y Máscara      | [ 20 ]                                           |
| Homenaje a Dos Leyendas 2014       | 21 de marzo de 2014                              | Cien Caras                                       | Rush                                                 | Shocker                                                      | Cabellera vs. Cabellera                          | [ 21 ]                                           |
| Homenaje a Dos Leyendas 2015       | 20 de marzo de 2015                              | El Faraón                                        | Máximo y Volador Jr.                                 | El Terrible y Rey Bucanero                                   | Cabelleras vs. Cabelleras                        | [ 22 ]                                           |
| Homenaje a Dos Leyendas 2016       | 18 de marzo de 2016                              | Lizmark                                          | Volador Jr.                                          | Negro Casas                                                  | Cabellera vs. Cabellera                          | [ 23 ]                                           |
| Homenaje a Dos Leyendas 2017       | 17 de marzo de 2017                              | Villano III                                      | Diamante Azul                                        | Pierroth                                                     | Máscara vs. Máscara                              | [ 23 ]                                           |
| Homenaje a Dos Leyendas 2018       | 16 de marzo de 2018                              | Mil Máscaras                                     | El Cuatrero                                          | Ángel de Oro                                                 | Máscara vs. Máscara                              | [ 24 ]                                           |
| Homenaje a Dos Leyendas 2019       | 15 de marzo de 2019                              | Blue Demon                                       | Niebla Roja y Ángel de Oro                           | El Terrible y La Bestia del Ring                             | Cabellera vs. Cabellera                          | 25                                               |
| Homenaje a Dos Leyendas 2020       | Cancelado por la pandemia del Covid-19 en México | Cancelado por la pandemia del Covid-19 en México | Cancelado por la pandemia del Covid-19 en México     | Cancelado por la pandemia del Covid-19 en México             | Cancelado por la pandemia del Covid-19 en México | Cancelado por la pandemia del Covid-19 en México |
| Homenaje a Dos Leyendas 2021       | 17 de septiembre de 2021                         | Sangre Chicana                                   | Bárbaro Cavernario                                   | Felino                                                       | Cabellera vs. Cabellera                          | 26                                               |
| Homenaje a Dos Leyendas 2022       | 18 de marzo de 2022                              | Ringo Mendoza                                    | Averno & Místico                                     | TJP & Volador Jr.                                            | Relevos Incréibles                               |                                                  |
| Homenaje a Dos Leyendas 2023       | 17 de marzo de 2023                              | Irma González                                    | Volador Jr.                                          | Rocky Romero                                                 | Cabellera vs. Cabellera                          |                                                  |
| Homenaje a Dos Leyendas 2024       | 29 de marzo de 2024                              | Tony Salazar                                     | Volador Jr., Último Guerrero, Místico & Blue Panther | Bryan Danielson, Claudio Castagnoli, Jon Moxley & Matt Sydal | Cuatro vs Cuatro (CMLL vs. AEW)                  | [ 25 ]                                           |

## Homenaje a Dos Leyendas en la Arena Coliseo Guadalajara
| Evento                       | Fecha                                            | Homenaje a Salvador Lutteroth y :                | Evento principal                                 | Evento principal                                                                                      | Evento principal                                          | Ref                                              |
| Evento                       | Fecha                                            | Homenaje a Salvador Lutteroth y :                | Ganador (es)                                     | Perdedor (es)                                                                                         | Lucha                                                     | Ref                                              |
| ---------------------------- | ------------------------------------------------ | ------------------------------------------------ | ------------------------------------------------ | --- | --------------------------------------------------------- | ------------------------------------------------ |
| Homenaje a Dos Leyendas 2012 | 6 de marzo de 2012                               | Bobby Bonales                                    | Volador Jr.                                      | La Sombra, Rush, Mr. Niebla, Negro Casas, Hijo del Fantasma, Valiente, Felino, Olímpico, Ángel de Oro | Copa Homenaje a Dos Leyendas                              |                                                  |
| Homenaje a Dos Leyendas 2016 | 5 de abril de 2016                               | Asesino Negro                                    | Carístico & Místico                              | Cibernético & Último Guerrero                                                                         | Parejas 2 de 3 caídas                                     |                                                  |
| Homenaje a Dos Leyendas 2017 | 21 de marzo de 2017                              | Ringo Mendoza                                    | Diamante Azul, Matt Taven, Volador Jr.           | La Máscara, Pierroth, Rush                                                                            | Tríos                                                     |                                                  |
| Homenaje a Dos Leyendas 2018 | 27 de marzo de 2018                              | Cien Caras                                       | Carístico, Místico, Volador Jr.                  | Euforia, Gran Guerrero, Último Guerrero                                                               | Tríos 2 de 3 caídas                                       |                                                  |
| Homenaje a Dos Leyendas 2019 | 19 de marzo de 2019                              | Americo Rocca                                    | Carístico                                        | Bárbaro Cavernario                                                                                    | 2 de 3 caídas                                             |                                                  |
| Homenaje a Dos Leyendas 2020 | Cancelado por la pandemia del Covid-19 en México | Cancelado por la pandemia del Covid-19 en México | Cancelado por la pandemia del Covid-19 en México | Cancelado por la pandemia del Covid-19 en México                                                      | Cancelado por la pandemia del Covid-19 en México          | Cancelado por la pandemia del Covid-19 en México |
| Homenaje a Dos Leyendas 2021 | Cancelado por la pandemia del Covid-19 en México | Cancelado por la pandemia del Covid-19 en México | Cancelado por la pandemia del Covid-19 en México | Cancelado por la pandemia del Covid-19 en México                                                      | Cancelado por la pandemia del Covid-19 en México          | Cancelado por la pandemia del Covid-19 en México |
| Homenaje a Dos Leyendas 2022 | 22 de marzo de 2022                              | Gran Cochisse                                    | Averno & Black Warrior                           | Místico & Titán                                                                                       | Parejas                                                   |                                                  |
| Homenaje a Dos Leyendas 2023 | 21 de marzo de 2023                              | Irma González                                    | Stephanie Vaquer & Zeuxis                        | La Jarochita & Lluvia                                                                                 | Parejas por el Campeonato de Parejas Femenil de Occidente |                                                  |
| Homenaje a Dos Leyendas 2024 | 2 de abril de 2024                               | Tony Salazar                                     | Atlantis Jr., Esfinge & Máscara Dorada 2.0       | Bárbaro Cavernario, Euforia & Soberano Jr.                                                            | Tríos                                                     | [ 26 ]                                           |

## Homenaje a Dos Leyendas en la Arena Puebla
| Evento                       | Fecha                                            | Homenaje a Salvador Lutteroth y :                | Evento principal                                 | Evento principal | Evento principal                                 | Ref                                              |
| Evento                       | Fecha                                            | Homenaje a Salvador Lutteroth y :                | Ganador (es)                                     | Perdedor (es) | Lucha                                            | Ref                                              |
| ---------------------------- | ------------------------------------------------ | ------------------------------------------------ | ------------------------------------------------ | --- | ------------------------------------------------ | ------------------------------------------------ |
| Homenaje a Dos Leyendas 2012 | 12 de marzo de 2012                              | Bobby Bonales                                    | Terrible                                         | Marco Corleone, Blue Panther, Máximo, Atlantis, Máscara Dorada, Mr. Águila, Mephisto, Último Guerrero, Rey Bucanero | Copa Lutteroth-Bonales                           |                                                  |
| Homenaje a Dos Leyendas 2018 | 19 de marzo de 2018                              | El Egipcio                                       | Carístico, Gran Guerrero, Mephisto               | La Bestia Del Ring, Místico, Rush                                                                                   | Tríos Increíbles 2 de 3 caídas                   |                                                  |
| Homenaje a Dos Leyendas 2019 | 18 de marzo de 2019                              | Estrella Blanca                                  | Hijo de LA Park, LA Park, Volador Jr.            | Euforia, Gran Guerrero, Último Guerrero                                                                             | Tríos 2 de 3 caídas                              |                                                  |
| Homenaje a Dos Leyendas 2020 | Cancelado por la pandemia del Covid-19 en México | Cancelado por la pandemia del Covid-19 en México | Cancelado por la pandemia del Covid-19 en México | Cancelado por la pandemia del Covid-19 en México                                                                    | Cancelado por la pandemia del Covid-19 en México | Cancelado por la pandemia del Covid-19 en México |
| Homenaje a Dos Leyendas 2021 | Cancelado por la pandemia del Covid-19 en México | Cancelado por la pandemia del Covid-19 en México | Cancelado por la pandemia del Covid-19 en México | Cancelado por la pandemia del Covid-19 en México                                                                    | Cancelado por la pandemia del Covid-19 en México | Cancelado por la pandemia del Covid-19 en México |
| Homenaje a Dos Leyendas 2022 | 21 de marzo de 2022                              | Dorrel Dixon                                     | Místico                                          | Gran Guerrero | Mano a mano                                      |                                                  |
| Homenaje a Dos Leyendas 2023 | 19 de marzo de 2023                              | Irma González                                    | Estigma, Templario & Volador Jr.                 | Ángel de Oro, Dragón Rojo Jr. & Niebla Roja                                                                         | Relevos Incréibles                               |                                                  |
| Homenaje a Dos Leyendas 2024 | 1 de abril de 2024                               | Tony Salazar                                     | Volador Jr.                                      | Rocky Romero | Mano a mano                                      | [ 27 ]                                           |

### Datos generales
- Homenaje a Dos Leyendas: El Santo y Salvador Lutteroth (Juicio Final) es el evento con mayor número de asistentes con un total de 20.000 personas. Le sigue en récord de asistencia Homenaje a Dos Leyendas: El Santo y Salvador Lutteroth (2001) con 17.670 personas.
- Perro Aguayo Jr. es el luchador con mayor número de victorias, con 4, le siguen de cerca Negro Casas y Volador Jr. con dos victorias.
- Solo un luchador extranjero (no mexicano) han ganado la apuesta en el evento, Marco Corleone de Estados Unidos en 2007.
- Atlantis es el luchador con más apariciones en Homenaje a Dos Leyendas con 23, le sigue Negro Casas con 20 y Último Guerrero con 19.
- La lucha que más tiempo ha durado fue la de Atlantis vs. Villano III en Homenaje a Dos Leyendas: El Santo y Salvador Lutteroth (Juicio Final), la cual duró 25:28, mientras que la lucha que menos ha durado fue la de Perro Aguayo vs. Universo 2000 en Homenaje a Dos Leyendas: El Santo y Salvador Lutteroth (2001), con 15:55.